# Larry Niven
Laurence van Cott Niven (n. 30 aprilie 1938 în Los Angeles, California) este un scriitor american de literatură științifico-fantastică. Opera sa cea mai cunoscută este Lumea Inelară (1970), care a primit premiile Hugo, Locus, Ditmar și Nebula. Opera sa aparține în primul rând genului hard science fiction, folosind concepte științifice și de fizică teoretică, cărora li se alătură deseori elemente specifice literaturii polițiste și de aventuri. Seria The Magic Goes Away aparține unui fantasy rațional, care tratează magia ca resursă ne-regenerabilă. Niven scrie, de asemenea, povestiri umoristice, unele adunate în colecția The Flight of the Horse.

## Biografie
Niven este nepotul magnatului petrolului Edward L. Doheny, un personaj important al scandalului Teapot Dome din anii '20. A urmat pentru scurtă vreme California Institute of Technology și și-a luat licența în mathematică (cu o mențiune în psihologie) la Universitatea Washburn, Topeka, Kansas, în 1962. Timp de un an, a lucrat la departamentul de matematică din cadrul UCLA. De atunci, a trăit în suburbiile Los Angeles-ului, inclusiv în Chatsworth și Tarzana, ca scriitor full-time. Pe 6 septembrie 1969 s-a căsătorit cu Marilyn Joyce "Fuzzy Pink" Wisowaty, un fan bine-cunoscut al genului science fiction.

## Opera
Niven a scris numeroase povestiri și romane science fiction, începând cu povestirea din 1964, "The Coldest Place". În ea este vorba despre cel mai friguros loc de pe Mercur, despre care se credea în acea vreme că se află îm rotație sincronă, arătând mereu aceeași emisferă Soarelui (după ce Niven a fost plătit pentru povestire, dar înainte de publicare ei, s-a descoperit că se rotește într-o rezonanță de 2:3).
Pe lângă premiul Nebula din 1970 și premiile Hugo și Locus din 1971 primite pentru Lumea inelară, Niven a mai primit în 1967 un Hugo la secțiunea "Cea mai bună povestire" pentru "Steaua neutronică". A primit același premiu în 1972, pentru "Inconstant Moon" și în 1975 pentru "The Hole Man". În 1976 a câștigat premiul Hugo la secțiunea "Cea mai bună nuveletă" pentru "The Borderland of Sol".
Niven a scris scenarii pentru o serie de spectacole de televiziune science fiction, printre ele numărându-se serialele Land of the Lost și Star Trek: The Animated Series, pentru care și-a adaptat povestirea mai veche "The Soft Weapon". În 1996 și-a ecranizat povestirea "Inconstant Moon" într-unul din episoadele serialului The Outer Limits.
De asemenea, a scris scenarii pentru pesonajul Green Lantern al celor de la DC Comics, introducând în povestirile sale concepte hard science fiction cum ar fi entropia și deplasarea spre roșu, lucru neobișnuit în benzile desenate. Documentul de referință privind povestea lui Green Lantern a fost scris tot de el.
Multe dintre operele lui Niven se petrec în universul Spațiului Cunoscut creat de el, în care omenirea împarte cele câteva sisteme solare locuibile apropiate de Soare cu peste o duzină de specii extraterestre, printre care felinele agresive numite Kzini și extrem de inteligenții, dar lașii Păpușari, care apar frecvent ca personaje centrale. Acțiunea seriei Lumea Inelară se desfășoară în universul Spațiului Cunoscut.
Crearea unor specii extraterestre minuțios detaliate, extrem de diferite de oameni atât din punct de vedere fizic, cât și mental, este recunoscută ca unul dintre punctele forte ale lui Niven.
Niven a scris și o serie de fantasy logic, The Magic Goes Away, care folosește o resursă epuizabilă, Mana, pentru a activa o magie "tehnologică".
Acțiunea seriei de povestiri The Draco Tavern se petrece într-un univers science fiction mai bizar, descris din perspectiva proprietarului unui bar cu multe specii.
Seria Svetz cuprinde o culegere de povestiri, The Flight of the Horse, și un roman, Rainbow Mars, și relatează despre o mașină a timpului trimisă în trecut pentru a găsi specii de animale dispărute demult, dar care ajunge, de fapt, în realități alternative și aduce înapoi creaturi mitologice, cum ar fi o pasăre Roc și un Inorog.
Înepând din anii '70, multe dintre scrierile sale au fost în colaborare, în special cu Jerry Pournelle, Steven Barnes, Brenda Cooper și Edward M. Lerner.

## Influență
Cea mai faimoasă contribuție a lui Niven în cadrul genului SF a fost conceptul Lumii Inelare, un inel cu un diametru aproximativ egal cu orbita Pământului care se rotește în jurul unei stele. Ideea i-a venit lui Niven din încercarea de a imagina o versiune mai eficientă a sferei Dyson, care ar fi putut produce efectul gravitației de suprafață prin mișcarea de rotație. Ținând cont că învârtirea unei sfere Dyson ar fi condus la comasarea atmosferei în jurul ecuatorului, Lumea Inelară îndepărtează din structură toate celelalte părți, devenind un inel rotitor care are mereu aceeași parte spre soare, atmosfera și locuitorii fiind ținuți pe loc de forța centrifugă și de un zid înalt de 1.000 de mile pe margini. Când lui Niven i s-a demonstrat că Lumea Inelară era instabilă din punct de vedere dinamic, deoarece, atunci când centrul de rotație s-ar îndepărta de soarele central, gravitația ar trage inelul spre soare, el a folosit această observație pentru a scrie un nou roman, Inginerii Lumii Inelare.
Ideea s-a dovedit benefică, servind ca o alternativă la sfera Dyson care necesita gravitație artificială și a permis introducerea ciclului zi/noapte (prin folosirea unui inel mai mic de "pătrate de umbră", care se rotește între inel și soare). Conceptul a fost dezvoltat ulterior de Iain M. Banks în seria sa Cultura, în care apar megastructuri numite Orbitali având 1/100 din dimensiunea unei lumi inelare, care orbitează în jurul unei stele, nu o înconjoară în întregime. Și Alastair Reynolds a folosit lumi inelare în romanul său din 2008, House of Suns. Conceptul Lumii Inelare a influențat și seria de jocuri video Halo, lucru vizibil în megastructurile Halo.
Seria de cărți de joc colecționabile Magic: The Gathering îi aduce un tribut lui Larry Niven prin intermediul unei cărți numite "Discul lui Nevinyrral", Nevinyrral fiind în mod evident "Larry Niven" scris invers. Seturile ulterioare nu au mai cuprins cărți de joc noi cu Nevinyrral, dar personajul este citat sporadic în textul care însoțește unele cărți.

## Implicare politică
În 1967, Niven a fost unul dintre cei câțiva membri ai Science Fiction Writers of America care au scris în revistele SF anunțuri împotriva Războiului din Vietnam.
Niven a fost consilier al lui Ronald Reagan în crearea politicii anti-rachetă SDI, după cum se arată în documentarul BBC Pandora's Box al lui Adam Curtis.
În 2007, Niven, alături de un grup de scriitori de science fiction cunoscut sub numele de SIGMA și condus de Pournelle, a început consilierea Departamentului Securității Interne al Statelor Unite legat de tendințele viitoare în ceea ce privește terorismul și alte subiecte.

## Alte opere
Una dintre cele mai cunoscute opere umoristice ale lui Niven este "Man of Steel, Woman of Kleenex", în care el se folosește de fizica lumii reale pentru a arăta dificultățile uniunii dintre Superman și o femeie umană (Lois Lane sau Lana Lang).
Romanele lui Larry Niven folosesc deseori conceptul câmpului de stază, pe care tot el l-a popularizat.
În unele titluri și în cadrul operelor, Niven folosește termeni cu dublu sens, care par metaforici dar ar trebui luați ad literam, sau invers. Iată câteva exemple:
- Romanul Destiny's Road se referă, de fapt, la o cale de pe planeta numită Destiny.
- În trecutul Lumii Inelare a avut loc un eveniment cunoscut sub numele "Prăbușirea orașelor", în care orașele plutitoare s-au prăbușit literalmente din cer și s-au zdrobit de pământ.
- În povestirea "At the Core", eroul albinos Beowulf Shaeffer pornește într-o călătorie spre Nucleul galaxiei, dar este nevoit în cele din urmă să se întoarcă, deoarece acesta explodează, trimițând valuri ucigașe de radiații. La sfârșitul povestirii se revelează faptul că expresia din titlu era, de fapt, metaforică.
- Povestirea "There is a Tide" începe cu o relatare despre o maree metaforică a sorții, care ne călăuzește destinele, dar existența mareelor pe o planetă din povestire constituie un elemente cheie al acțiunii.
- În romanul The Integral Trees apar arbori plutitori curbați la capete în direcții diferite, ceea ce le dă forma semnului matematic al integralei, dar ei sunt și parte integrantă a ciclului vieții indigenilor.
- Romanul Footfall pare inițial să se refere la invadatorii elefantini Fithp care trec peste Pământ, dar se dovedește că avea legătură cu căderea pe Pământ a unui asteroid poreclit Foot.
- Titlul povestirii "Locusts" continuă această temă.

## Legile lui Niven
Larry Niven mai este cunoscut în fandomul science fiction pentru "Legile lui Niven": Nu există vreo cauză prea dreaptă pentru ca cineva să nu poată găsi un prost care să o urmeze. De-a lungul carierei sale, Niven i-a adăugat acestei prime legi o listă de legi ale lui Niven, despre care consideră că descriu "cum funcționează universul" din punctul lui de vedere.

### Spațiul Cunoscut
- World of Ptavvs (1966)
- A Gift from Earth (1968)
- Neutron Star (1968) - culegere de povestiri
- The Shape of Space (1969) - culegere de povestiri
- Protector (1973) — nominalizat la premiile Hugo și Locus SF, 1974[16]

ro. Protector - editura Teora 1998
- Tales of Known Space: The Universe of Larry Niven (1975) - culegere de povestiri
- The Long Arm of Gil Hamilton (1976) - culegere de povestiri
- The Patchwork Girl (1980)
- Three Books of Known Space 1989) - ediție omnibus
- World of Ptavvs / A Gift From Earth / Neutron Star (1991) - ediție omnibus
- Crashlander: The Collected Tales of Beowulf Shaeffer (1994)
- Flatlander: The Collected Tales of Gil 'the Arm' Hamilton (1995) - ediție omnibus

Preludiul seriei Lumea Inelară - în colaborare cu Edward M. Lerner
- Fleet of Worlds (2007)
- Juggler of Worlds (2008)
- Destroyer of Worlds (2009)
- Betrayer of Worlds (2010)

Lumea Inelară
- Ringworld (1970)— premiul Nebula, 1970[11] premiile Hugo și Locus SF, 1971[12]

ro. Lumea Inelară - editura Teora 1997, traducere Mihai Bădescu
- The Ringworld Engineers (1980) — nominalizat la premiile Hugo și Locus SF, 1981[17]

ro. Inginerii Lumii Inelare - editura Teora 1997, traducere Mihai Bădescu
- - Guide to Larry Niven's Ringworld (1994) - în colaborare cu Kevin Stein
- The Ringworld Throne (1996)

ro. Tronul Lumii Inelare - editura Teora 1998, traducere Mihai Bădescu
- Ringworld's Children (2004)

Războaiele Om-Kzin
- Antologiile Om-Kzin

1. Man-Kzin Wars (1988)
2. Man-Kzin Wars II (1989)
3. Man-Kzin Wars III (1990)
4. Man-Kzin Wars IV (1991)
5. Man-Kzin Wars V (1992)
6. Man-Kzin Wars VI (1994)
7. Man-Kzin Wars VII (1995)
8. Man Kzin Wars VIII: Choosing Names (1998)
9. Man-Kzin Wars IX (2002)
10. Man-Kzin Wars X: The Wunder War (2003)
11. Man-Kzin Wars XI (2005)
12. Destiny's Forge (2007)
13. Man-Kzin Wars XII (2009)

- Romanele Om-Kzin

1. Cathouse: A Novel of the Man Kzin-Wars (1990) - cu Dean Ing
2. The Children's Hour: A Novel of the Man-Kzin Wars (1991) - cu Jerry Pournelle și S.M. Stirling
3. Inconstant Star (1991) - cu Poul Anderson
4. A Darker Geometry (1996) - cu Mark O. Martin și Gregory Benford
5. The Houses of the Kzinti]] (2002) - cu Dean Ing , Jerry Pournelle și S.M. Stirling
6. Destiny's Forge: A Man-Kzin Wars Novel (2007) - cu Paul Chafe

### Heorot- cuSteven BarnesșiJerry Pournelle
- The Legacy of Heorot (1987)

ro. Moștenirea Heorot - editura Nemira 2008, traducere Ana-Veronica Mircea
- Beowulf's Children (1995) - apărut în Marea Britanie cu titlul The Dragons of Heorot

ro. Dragonii Heorot - editura Nemira 2010, traducere Ana-Veronica Mircea
- Destiny's Road (1997) - scris doar de Niven, nu este chiar o continuare a seriei Heorot, dar se desfășoară în același univers și face scurte referiri la evenimente din primele două romane.

### cu Jerry Pournelle
- Inferno (1976) — nominalizat la premiile Hugo și Nebula, 1976[18]
- Lucifer's Hammer (1977) — nominalizat la premiul Hugo, 1978[19]
- Oath of Fealty (1982)
- Footfall (1985) — nominalizat la premiile Hugo și Locus SF, 1986[20]
- Escape from Hell (2009) - continuare a romanului Inferno
- Lumea Pay - parte a universului ficțional CoDominion al lui Pournelle

- The Mote in God's Eye (1974) — nominalizat la premiile Hugo, Nebula și Locus SF, 1975

ro. Lumea Pay: Contactul și Confruntarea - editura Teora 1999, traducere Mihai-Dan Pavelescu
- The Gripping Hand (1993) - cunoscut și ca The Moat Around Murcheson's Eye

- Golden Road - se desfășoară în aceeași lume fictivă ca și The Magic Goes Away
  - The Burning City (2000)
  - Burning Tower (2005)
  - Burning Mountain (în lucru)

### cu Steven Barnes
- Dream Park

1. Dream Park (1981) — nominalizat la premiul Locus SF, 1982[22]
2. The Barsoom Project (1989)
3. The California Voodoo Game (1992) - cunoscut și ca The Voodoo Game
4. The Moon Maze Game (2011)

- The Descent of Anansi (1982)
- Achilles' Choice (1991)
- Saturn's Race (2001)

### The State
1. A World Out of Time (1976) — nominalizat la premiul Locus SF, 1977[23]

ro. Lumea de dincolo de timp - editura Teora 1996
1. The Integral Trees (1984) — nominalizat la premiul Nebula, 1984;[24] câștigător al premiului Locus SF și nominalizat la premiul Hugo, 1985[25]
2. The Smoke Ring (1987)

### Magic Goes Away
1. Not Long Before The End (1969)
2. What Good is a Glass Dagger? (1972)
3. The Magic Goes Away (1978)
4. The Magic May Return (1981)
5. More Magic (1984)
6. The Time of the Warlock(1984)
  - The Magic Goes Away Collection (2005) - ediție omnibus

### Romane grafice și benzi desenate
- Death By Ecstasy: Illustrated Adaptation of the Larry Niven Novella (1991)
- Green Lantern: Ganthet's Tale (1992) - cu John Byrne, DC Comics, ISBN 1-56389-026-7
- The Magic Goes Away - ilustrat de Jan Duursema, DC Comics
- "Not Long before the End" - adaptat de Doug Moench Vicente Alcazar și "All the Myriad Ways" de scriitorul-artist Howard Chaykin, ambele pentru antologia alb-negru de la Marvel Comics Unknown Worlds of Science Fiction.

### Culegeri de povestiri
- All the Myriad Ways (1971)
- The Flight of the Horse (1973)
- Inconstant Moon (1973)
- A Hole in Space (1974)
- Convergent Series (1979)
- Niven's Laws (1984)
- Limits (1985)
- N-Space (1990)
- Playgrounds of the Mind (1991)
- Bridging the Galaxies (1993)
- Crashlander (1994)
- Scatterbrain (2003)
- Larry Niven Short Stories Volume 1 (2003)
- Larry Niven Short Stories Volume 2 (2003)
- Larry Niven Short Stories Volume 3 (2003)
- The Draco Tavern (2006)
- Stars and Gods (2010)
- The Best of Larry Niven (2010)

### Alte romane
- The Flying Sorcerers (1971) - cu David Gerrold (serializat anterior în "The Misspelled Magishun", include portretizări ale altor autori SF - de exemplu, numele personajului principal este tradus în limbajul local "ca o culoare, ca și mov", folosind un joc de cuvinte: Asimov - ca și mov)
- Berserker Base: A Collaborative Novel (1984) - cu Poul Anderson, Edward Bryant, Stephen R. Donaldson, Fred Saberhagen, Connie Willis și Roger Zelazny
- Fallen Angels (1991) - cu Jerry Pournelle și Michael Flynn)
- Rainbow Mars (1999)
- Building Harlequin's Moon (2005) - cu Brenda Cooper